# Bibliothèque de l'université de Princeton
La bibliothèque universitaire de Princeton est un système de bibliothèques rattachées au campus de l'université de Princeton. Avec plus de 7 millions de livres, 6 millions de microformes et 48 000 pieds linéaires de manuscrits, elle a son siège dans le bâtiment de la bibliothèque commémorative Harvey S. Firestone , nommée d'après Harvey Firestone, le magnat du pneu . 

## Bibliothèque Firestone

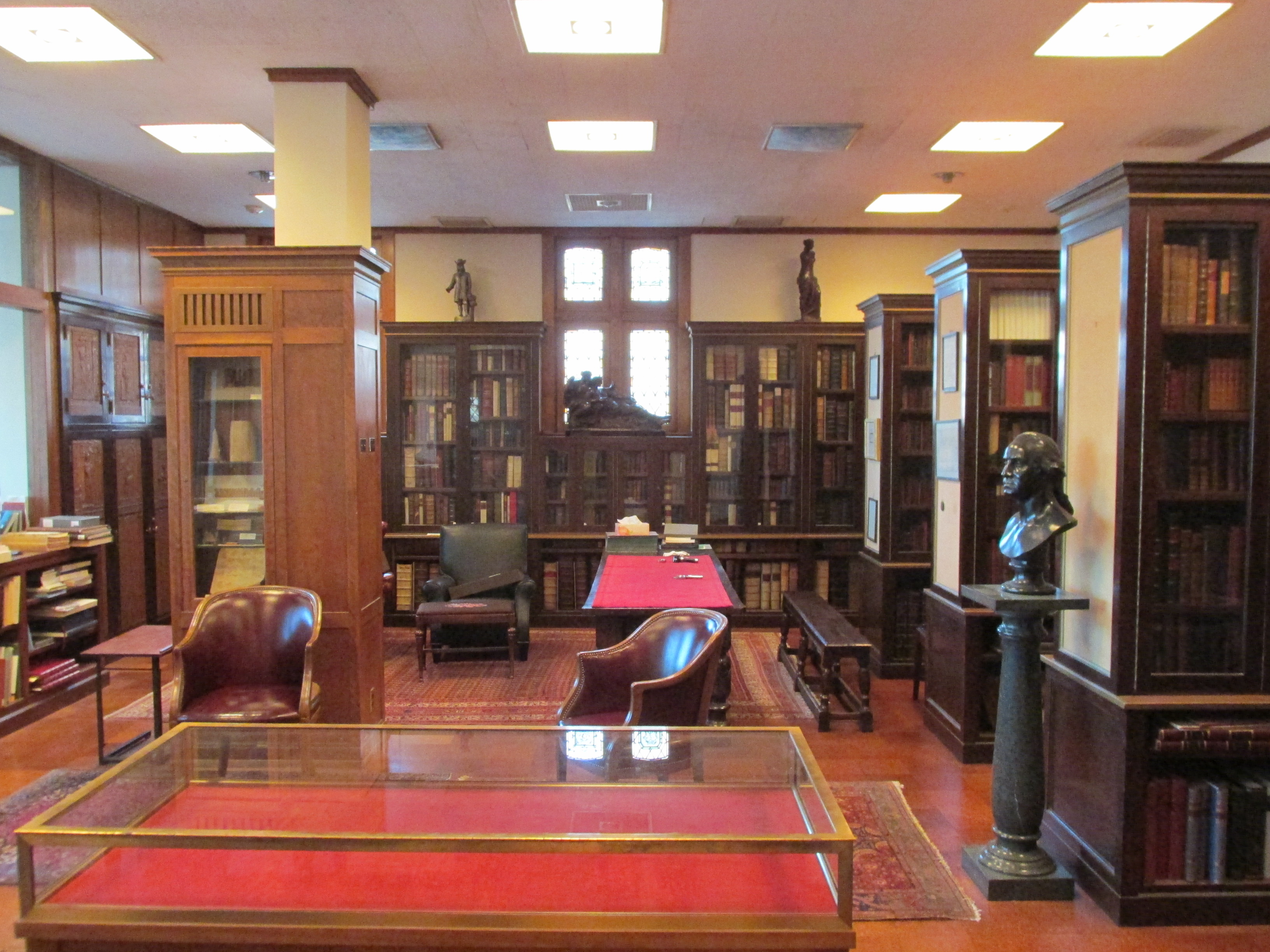
Scheide Library, Princeton University, Princeton New Jersey

La bibliothèque Firestone a ouvert ses portes en 1948, alors que la première grande bibliothèque universitaire américaine a été construite après la Seconde Guerre mondiale. Environ 1,5 million de volumes ont été déplacés au cours de l'été 1948 à partir de East Pyne Hall, qui jusqu'alors était la bibliothèque principale de l'université. Le bâtiment de la bibliothèque a été agrandi en 1971 et à nouveau en 1988 et dispose actuellement de plus de 70 milles (110 km) d'étagères, faisant de celle-ci l'une des plus grandes bibliothèques à piles ouvertes existantes. Bien que n'étant pas la plus grande bibliothèque universitaire au monde, elle possède plus de livres par étudiant inscrit que celle de toute autre université aux États-Unis. 
La bibliothèque Firestone dispose de quatre étages au-dessus du rez-de-chaussée. La collection de livres de Princeton a dépassé la capacité actuelle de cette bibliothèque. Par conséquent, les volumes relatifs à de nombreux sujets académiques ne sont plus hébergés à cet endroit, pour se retrouver dans   une dizaine d'autres bâtiments ou espaces de bibliothèque situés autour du campus.

### Collections spéciales
En plus de ses collections ouvertes, la bibliothèque Firestone abrite également le département des livres rares et des collections spéciales, qui comprend la bibliothèque Scheide, une partie maintenant permanente des collections de la bibliothèque à la suite de la mort de William H. Scheide. Ce don est le plus grand de l'histoire de l'université. Il comprend également la
Bibliothèque pour enfants de Cotsen (en), une vaste collection présentée à la bibliothèque par son propriétaire Lloyd E. Cotsen en 1997,.
Sont également inclus dans des collections spéciales le manuscrit dédicacé de F. Scott Fitzgerald, Gatsby le Magnifique, les documents de Mario Vargas Llosa, les écrits de Toni Morrison, de même que X Article de George F. Kennan. 
Depuis les années 1970, la bibliothèque a recueilli des documents éphémères latino-américains et espagnols pour documenter avec des sources primaires non gouvernementales les développements politiques. Au début de 2015, les archives numériques de ces documents d'Amérique latine et des Caraïbes sont devenues disponibles, grâce à une subvention du Conseil sur la bibliothèque et les ressources d'information (en). La bibliothèque contient également un centre de données sur les sciences sociales.

## Autres bibliothèques
Les autres bibliothèques du campus incluent la bibliothèque d'architecture, la bibliothèque de
l'Asie de l'Est et la collection Gest (en), la bibliothèque d'ingénierie, la bibliothèque scientifique Lewis, la bibliothèque Marquand d'art et archéologie, la bibliothèque de manuscrits Seeley G.Mudd (en) , la bibliothèque Furth de physique des plasmas, la bibliothèque Mendel de musique  et la bibliothèque Stokes (pour les affaires publiques et internationales et la recherche sur la population). La bibliothèque scientifique Lewis conçue par Frank Gehry, est le plus récent bâtiment de la bibliothèque du campus ayant ouvert ses portes à l'automne 2008,. 